# Svarttjärnen (Ekshärads socken, Värmland, 668926-137388)
Svarttjärnen är en sjö i Hagfors kommun i Värmland och ingår i Göta älvs huvudavrinningsområde.